# Rolling Thunder Revue: A Bob Dylan Story by Martin Scorsese
Rolling Thunder Revue: A Bob Dylan Story by Martin Scorsese (o Conjuring the Rolling Thunder Re-vue: A Bob Dylan Story by Martin Scorsese) è un film documentario del 2019 diretto da Martin Scorsese, riguardante il celebre tour Rolling Thunder Revue del 1975 di Bob Dylan, composto sia da elementi di finzione sia di realtà storica.
Il documentario include interviste contemporanee ai partecipanti alla tournée, inclusi Dylan, Joan Baez, Sam Shepard, Ronee Blakley, Ramblin' Jack Elliott, Roger McGuinn, Ronnie Hawkins, Larry Sloman, Rubin "Hurricane" Carter, e interviste d'archivio a Scarlet Rivera e Allen Ginsberg. Sono inoltre presenti interviste fittizie con attori che interpretano personaggi che non furono coinvolti nel tour all'epoca, inclusi Martin Von Haselberg nel ruolo del regista Stefan Van Dorp, Sharon Stone nella parte romanzata di se stessa, e Michael Murphy che riprende il ruolo di Jack Tanner dalla miniserie del 1988 Tanner '88. Il documentario non fa differenza tra personaggi reali e immaginari, e persino Bob Dylan si riferisce ai personaggi fittizi nelle sue interviste, lasciando il pubblico nel dubbio su quali siano le parti autentiche e quelle di finzione nella storia.

## Trama
2018: Bob Dylan ammette di non ricordare nulla del tour Rolling Thunder Revue, dichiarando che accadde così tanto tempo fa da rendere impossibile giungere al vero significato di esso, anche perché in realtà "non significava nulla".
1975: Il bicentenario della nascita degli Stati Uniti d'America è ormai prossimo, e con lo spirito dell'America particolarmente abbattuto per l'ingloriosa uscita del Paese dalla guerra in Vietnam e per lo scandalo Watergate, Bob Dylan decide di riunire insieme un gruppo di amici del Greenwich Village per un avventuroso tour musicale attraverso il New England e alcune zone del Canada. Chiamato "Rolling Thunder Revue", il tour viene documentato dal regista europeo Stefan Van Dorp il cui intento è quello di esporre l'attitudine edonista delle persone che circondano Dylan, in contrapposizione al nichilismo della borghesia statunitense.
In viaggio, Larry "Ratso" Sloman, un inviato della rivista Rolling Stone per documentare la tournée, cerca di entrare nel circolo ristretto di Dylan per avere un'intervista esclusiva da lui. Una giovane Sharon Stone è addetta ai costumi dietro le quinte dello show, dopo essere stata portata dalla madre a uno dei concerti. Si convince che Dylan abbia scritto per lei il brano Just Like a Woman, salvo poi scoprire che la composizione risale a dieci anni prima. Dylan comincia a truccarsi in scena il viso con del cerone bianco dopo essere stato portato a un concerto dei Kiss dalla violinista Scarlet Rivera. Allen Ginsberg tenta di riciclarsi come cantautore dato che la poesia beat non è più popolare come un tempo presso i giovani. Joan Baez vorrebbe riaccendere la sua storia d'amore con Dylan cantando con lui sul palco e vestendosi come lui; Dylan visita una riserva indiana Tuscarora a New York e si esibisce per loro eseguendo una versione di The Ballad of Ira Hayes; Joni Mitchell si unisce ai musicisti del tour e compone la canzone Coyote raccontando la sua esperienza on the road. Ginsberg porta Dylan a visitare la tomba di Jack Kerouac. Quando il membro del Consiglio Jack Tanner, amico di Jimmy Carter, sente la nuova canzone di Dylan intitolata Hurricane, si adopera per una revisione del processo a carico di Rubin "Hurricane" Carter che alla fine porta alla sua scarcerazione.
Il tour si ferma a Montreal. Van Dorp dichiara che l'unica ragione per la quale si è lasciato intervistare per il documentario è affermare la propria paternità sul materiale girato all'epoca della tournée. Ginsberg incoraggia lo spettatore a seguire delle semplici regole di vita, come per esempio prendersi maggiormente cura degli amici e scoprire interiormente se stessi.
2018: Dylan, interrogato su cosa sia rimasto dell'esperienza della Rolling Thunder Revue, dichiara: «Assolutamente niente, solo polvere».
Bob Dylan continua a suonare in giro per il mondo anche dopo il termine della Rolling Thunder Revue, esibendosi in oltre 3 000 concerti nei successivi quarant'anni.

## Produzione
Il progetto del documentario nacque da un'idea del manager di Dylan, Jeff Rosen, che approcciò Scorsese poco tempo dopo l'uscita di No Direction Home: Bob Dylan. Il regista accettò subito la proposta affascinato dall'argomento proposto, ma dovette rimandare il tutto in quanto occupato nella lavorazione di altri film all'epoca. La maggior parte del documentario fu realizzato da Scorsese dopo Silence.